# Tettigonia rubrotaeniata
Tettigonia rubrotaeniata är en insektsart som beskrevs av Carl Stål 1855. Tettigonia rubrotaeniata ingår i släktet Tettigonia och familjen dvärgstritar. Inga underarter finns listade i Catalogue of Life.